# ヴェルニエ (スイス)
ヴェルニエ（Vernier (フランス語発音: [vɛʁnje])）は、スイス連邦ジュネーヴ州のローヌ川右岸、ジュネーヴ市の西に隣接する基礎自治体（コミューン）。ジュネーヴのほかル・グラン＝サコネ、メイラン、サティニー、ローヌ川をはさんでベルネ、ランシー、オネのコミューンに囲まれている。
コミューン内には1960年代のジュネーヴ州の都市政策を象徴するアヴァンシェ（Les Avanchets）、リニョン（Le Lignon）の高層団地群がある。

## データ
- 面積:7.68 km²
- 人口:32038人（2008年1月）